# Bébé a la peste
Bébé a la peste o Bébé pestiféré és una pel·lícula muda francesa dirigida per Louis Feuillade i estrenada el 27 de març de 1911.
Aquesta pel·lícula forma part de la sèrie Bébé.

## Repartiment
- René Dary : Bébé (com Clément Mary)